# Wolfgang Zeller (Maler, 1879)
Wolfgang Waldemar Zeller (* 28. Juni 1879 in Wurzen; † 31. März 1973 in Willingshausen) war ein deutscher Maler, Radierer und Grafiker. Er war Vertreter der Schwälmer Willingshäuser Malerkolonie.

## Leben
Zeller war der Sohn eines Oberlehrers am Gymnasium, er studierte ab November 1901 an der Akademie der Bildenden Künste München bei Carl von Marr und an der Königlichen Kunstakademie in Dresden bei Carl Bantzer. Er war für einige Zeit in Plauen tätig.
1901 kam er, angeregt von Carl Bantzer nach Willinghausen, wurde hier sesshaft und erlebte die gesamte Malereistrecke in Willingshausen mit. 1905 und 1908 hielt er sich zu Studienzwecken in Obersachsenberg auf. Weitere Reisen führten ihn nach Holland, Belgien und Nordamerika. 1909 heiratete Zeller eine wohlhabende US-Amerikanerin, und war nicht mehr auf den Verkauf seiner Bilder angewiesen. In den 1920er Jahren schloss er sich zwischenzeitlich der am Chiemsee gegründeten Künstlervereinigung Die Welle an.
In der Zeit des Nationalsozialismus war Zeller obligatorisch Mitglied der Reichskammer der bildenden Künste. 
Zuletzt lebte der Maler wieder in der Schwalm.
Zeller malte Öl auf Pappe, Leinwand und Holz, Aquarelle auf Pappe und beherrschte die Technik des Radierens. Er schuf zahlreiche Radierungen mit Szenen aus dem Leben hessischer Bauern. Voraus gingen Skizzen, häufig Fotografien. Zeller arbeitete impressionistisch und naturalistisch.
Er pflegte eine enge Beziehung und einen regen Schriftwechsel mit seinem ehemaligen Lehrer und Freund Carl Bantzer und dessen Frau Helene.

## Ausstellungen (unvollständig)

### Sicher belegte Teilnahme an Ausstellungen in der Zeit des Nationalsozialismus
- 1934: München, Neue Pinakothek („Süddeutsche Kunst in München“)
- 1939: Leipzig, Museum der bildenden Künste („Der Bauer und sein Werk“)

### Ausstellungen in der Bundesrepublik
- 2013 und 2023: Ziegenhain, Museum der Schwalm

## Museen mit Werken Zellers
- Vogtlandmuseum Plauen,[4] Plauen
- Museum der Schwalm, Ziegenhain

## Buchillustrationen Zellers
- Hinter den Sieben Schwaben her. Eine besinnliche Forschungsreise durch Bayerisch-Schwaben. Mit sechzig Federzeichnungen (Text: Owlglaß), Alexander Fischer Verlag, Tübingen 1926
- Vom Königreich der kleinen Dinge – Ein Pflanzenbilderbuch. Saarverlag, Saarbrücken 1947